# Csákányi Eszter
Csákányi Eszter (Budapest, 1953. június 10. –) Kossuth- és Jászai Mari-díjas magyar színésznő, érdemes művész, a Halhatatlanok Társulatának örökös tagja.

## Életpályája
Szülei Csákányi László és Kabát Márta voltak. Egy nővére van, Zsuzsanna, aki 1950-ben született. 1971–1973 között a Nemzeti Színház Stúdiójának a növendéke volt. 1973-ban szerződött a kaposvári Csiky Gergely Színházhoz 1992-ig. 1974-ben debütált a filmvásznon, a Szikrázó lányok című filmben. 1992–2002 között a budapesti Katona József Színház színművésze volt. 2002–2008 között a Krétakör Színház tagja. 2008–2017 között szabadfoglalkozású színész. Szabadúszóként fellépett többek között a Pintér Béla Társulat, az Orlai Produkciós Iroda, a Nemzeti Színház, a Kék Produkciós Iroda, a Szegedi Szabadtéri Játékok, a Trafó, a Szputnyik Hajózási Társaság, a Sanyi és Aranka Színház, az Örkény Színház és a Madách Színház előadásaiban.
2017-től az Örkény Színház társulatának tagja.
Önálló estekkel is fellépett korábban "Hajtűk", "Akit az istenek szeretnek" , majd "Amikor találkoztam Barisnyikovval" címmel.

## Főbb szerepei
A Színházi adattárban regisztrált bemutatóinak száma: 166. Tízévesen a Kamara Varietében, a Különleges vidám lap című műsorban debütált. A bemutató időpontja: 1963. február 1.
- Kukusinné (Osztrovszkij: Jövedelmező állás)
- Hermia (Shakespeare: Szentivánéji álom)
- Stázi (Kálmán Imre: A csárdáskirálynő)
- Kamilla (Szigligeti Ede: Liliomfi)
- Varja (Csehov: Cseresznyéskert)
- Stella (Williams: A vágy villamosa)
- Yvonne (Gombrovicz: Yvonne, burgundi hercegnő)
- Eliza (Loewe – Lerner: My Fair Lady)
- Lucietta (Goldoni: Az új lakás)
- Schilling Árpád – Tasnádi István: Hazámhazám
- FEKETEország
- Hilda (Franz Xaver Lederle: A vágy)
- Irina Nyikolajevna Arkagyina, színésznő (Anton Pavlovics Csehov: Sirály)
- Elise (Molière: A fösvény)
- Marieol (Werner Schwab: Elnöknők)
- Emma (Kárpáti Péter: Akárki)
- Flóra (Johann Nepomuk Nestroy: A talizmán)
- Tücsök (Collodi-Litvai: Pinokkió)
- Gus (Tom Stoppard: Árkádia)
- Peachumné (Bertolt Brecht – Kurt Weill: Koldusopera)
- Márta asszony (Heinrich von Kleist: Az eltört korsó)
- Rita (Yazbek – Horn: Aranyoskám)
- Jang asszony (Brecht: A szecsuáni jó ember)

## Filmjei

### Játékfilmek
- Bástyasétány '74 (1974)
- Szikrázó lányok (1974)
- A kétfenekű dob (1977)
- Ajándék ez a nap (1979)
- Alagút (1980)
- Kopaszkutya (1981)
- Elveszett illúziók (1983)
- Hülyeség nem akadály (1985)
- Doktor Minorka Vidor nagy napja (1987)
- Hol volt, hol nem volt (1987)
- Iskolakerülők (1989)
- Szerelmes szívek (1991)
- Halálutak és angyalok (1991)
- A három nővér (1991)
- Nyomkereső (1993)
- Gyerekgyilkosságok (1993)
- Arany nyugágy (1995)
- Kalózok (1999)
- Portugál (2000)
- Feri és az édes élet (2001)
- Határontúl (2004)
- Mix (2004)
- Az igazi Mikulás (2005)
- A hét nyolcadik napja (2006)
- Sztornó (2006)
- Fordítva (2009)
- A Nibelung-lakópark (2009)
- Utóélet (2014)
- Swing (2014)
- Halj már meg! (2016)
- Zárójelentés (2020)
- A hattyú (2022)

### Tévéfilmek
| - A három jószívű rabló (1979) - Berzsián és Dideki (1980) - Társkeresés No. 1463 (1982) - A tökfilkó (1982) - Liliomfi (1983) - A revizor (1984) - A vén bakancsos és fia, a huszár (1985) - A világ legrosszabb gyereke (1987) - A nap lovagjai (1989) - Yvonne, burgundi hercegnő (1990) | - Tévedések vígjátéka (1990) - Az ibolya (1993) - Szép Ernő: Isten madárkái (1993) - Isten madárkái (1994) - Bóbita (1998) - Rögtön jövök (1999) - Kisváros (2000) - Paraszt dekameron (2001) - Találd ki magad! (2009) - Terápia (2012) - Utóélet (2014) - Memo (2016) - Bogaras szülők (2018) - A Király (2022–2023) - Marsra magyar! (2024) |

## Cd-k és hangoskönyvek
- Carlo Collodi: Pinocchio
- Parti Nagy Lajos: Sárbogárdi Jolán: A test angyala
- Lázár Ervin: A Hétfejű Tündér
- Julia Donaldson – Axel Scheffler: A graffaló + 6 másik mese

## Díjai, elismerései
- 1982 – Jászai Mari-díj
- 1991 – Színházi találkozó legjobb női epizód-alakítás díja
- 1994 – Vastaps Művészeti Alapítvány-díj
- 1994 – Hekuba-díj
- 1994 – Déryné-díj
- 1996 – Érdemes művész
- 2004 – Gundel művészeti díj
- 2006 – Kossuth-díj
- 2006 – Páger Antal-színészdíj
- 2008 – Örökös tag a Halhatatlanok Társulatában
- 2016 – Magyar Filmdíj – legjobb női mellékszereplő[13]
- 2017 – Bilicsi-díj
- 2019 – POSZT – Legjobb női mellékszereplő
- 2020 – Szabad Sajtó-díj[14]
- 2020 – Radnóti Miklós antirasszista-díj[15]
- 2020 – Hazám-díj[16]
- 2023 – Prima-díj
- 2025 – Psota Irén-díj[17]

## Portréfilmek
- Hogy volt?! – Csákányi Eszter felvételeiből (2016)